# 베르나르 르 다누아
베르나르 르 다누아 또는 덴마크인 베르나르(프랑스어: Bernard le Danois, 880년 - 960년)는 덴마크 출신 프랑스 바이킹 제후이다. 서프랑크 왕국에 정착한 바이킹 지도자의 한 사람으로 바이킹 노르망디 공작 롤로의 측근이자 부하였다. 한때 롤로의 후계자인 기욤 1세 롱스워드에 대해 반란을 일으키기도 했으나 942년 기욤 1세 롱스워드가 암살되자 노르망디 공국의 섭정을 지내기도 했다. 프랑스와 영국의 하코트 가문(Harcourts) 및 영국 귀족 버몬트(Beaumonts) 가문의 시조가 되었다.

## 생애
덴마크 출신으로 900년대에 롤로를 따라 서프랑크 서북과 잉글랜드 등을 습격, 약탈하였다. 911년에는 롤로가 서프랑크의 샤를 단순왕과 협정을 체결할 때 생클레어 쉬르 조약에 참여하였다. 911년 롤로가 노르망디 공작에 임명되자 노르망디에 정착하였다. 베른하르트는 롤로로부터 퐁토 드메르 (Pont Audemer)와 루므와(Roumois)의 후작에 임명되었다. 오트노르망디의 하코트 지역이다. 912년에는 로마 가톨릭으로 개종하고 베른하르트라는 세례명을 받았다.
롤로가 죽자 그의 아들이자 계승자인 기욤 1세 롱스워드의 치세인 930년대에 반란을 일으켰다가 루앙에서 체포되기도 했다. 롤로 사후 젊고 연약했던 기욤 1세 롱스워드의 통치권이 미치지 못하는 오트노르망디 지역의 실권을 장악하고 독립적인 바이킹 국가를 건설하기 시작했다.
942년 기욤 1세 롱스워드가 암살당하자 베른하르트는 그해 12월 노르망디 공국의 섭정을 지내기도 했다. 945년과 946년에는 하랄드 블루투스(Harald Bluetooth)가 공격했을 때는 자신의 공국을 지키기 위해 루이 4세와 위그 르 그랑의 영지를 침략하기도 했다. 베른하르트는 960년 전후한 무렵에 사망하였다. 베른하르트는 프랑스와 영국의 백작가문인 하코트 가문(Harcourts) 및 영국 귀족 버몬트(Beaumonts) 가문의 시조가 되었다.
| 전임 기욤 1세 롱스워드 | 노르망디와 루앙 백작 섭정 942년 | 후임 리샤르 1세 |